# Подурі (Арджеш)
Подурі (рум. Poduri) — село у повіті Арджеш в Румунії. Входить до складу комуни Корбі.
Село розташоване на відстані 133 км на північний захід від Бухареста, 40 км на північ від Пітешть, 128 км на північний схід від Крайови, 77 км на південний захід від Брашова.

## Населення
За даними перепису населення 2002 року у селі проживали 367 осіб, усі — румуни. Усі жителі села рідною мовою назвали румунську.